# Combo Ayouba
Combo Ayouba (Ayouba Combo, geb. ca. 1952; gest. 13. Juni 2010) war ein Militär in den Komoren. Er hatte den Rang eines Kolonel in der Armée nationale de développement. 2010, zum Zeitpunkt seiner Ermordung, war er einer der höchstrangigen Offiziere in den Komoren.

## Leben
Ayouba wurde auf der Insel Anjouan geboren, seinerzeit eine französische Kolonie. Er arbeitete ursprünglich als Polizist. In den 1980ern wurde er von dem französischen Söldner Bob Denard für die Präsidentengarde ausgebildet.
Am 28. September 1995 führte Denard seinen vierten Putsch gegen die Regierung der Komoren. Der Putsch, von Denard als Operation Kaskari bezeichnet, führte zur Absetzung von Präsident Said Mohamed Djohar, welcher in einer Kaserne eingesperrt wurde. Ayouba wurde daraufhin Staatschef als Koordinator des Übergangskomitees des Militärs (29. September–2. Oktober 1995), als das französische Militär Denard, Ayouba und deren Verbündete durch die Operation Azalee vertrieb.
Ayouba wurde am 13. Juni 2010 in seinem Heim in Moroni erschossen. Er war einer der höchstrangigen Offiziere und einer der wenigen verbliebenen Offiziere, die zu Denard hielten.
Ayoubas Tötung wurde vom französischen Ministerium für Europa und Äußeres verurteilt. In einer Pressemitteilung hieß es: das Ministerium hofft, „dass die Verantwortlichen identifiziert und der Jusitz übergeben werden.“ In der Folge stellte die Regierung der Komoren Sicherheitskräfte für wichtige Regierungsgebäude in Moroni ab. Schulen und Läden wurden landesweit geschlossen. Eine Demonstration von Jugendlichen aus Anjouan, welche die Verfolgung der Täter forderte, wurde vor dem Treasury Building und Gerichtsgebäude aufgelöst.
Ayouba und andere komorische Schlüsselfiguren, unter anderem General Salimou Amiri, der Chef des Stabes von Präsident Ahmed Abdallah Mohamed Sambi, hatten schon im Vorfeld Todesdrohungen erhalten.

### Strafverfolgung
Im August 2010 wurden drei Unteroffiziere wegen Beteiligung an diesem Mord verdächtigt und festgenommen. Kurz darauf wurde General Salimou Mohamed Amiri entlassen und ebenfalls angeklagt und bis zur Verhandlung unter Hausarrest gestellt. Im Jahr 2012 wurden diese vier Soldaten vom Schwurgericht Moroni freigesprochen.
Im Jahr 2017 beantragte Präsident Azali Assoumani die Wiederaufnahme der Untersuchungen und der Generalstaatsanwalt von Moroni erwog einen neuen Prozess.